# Cimetière militaire allemand de Dagneux
Le Cimetière militaire allemand de Dagneux est un cimetière militaire allemand, situé à Dagneux, dans l'Ain, en France.

## Historique
Il a été mis en service en 1952 par les autorités françaises, avant d'être réellement aménagé dans sa configuration actuelle en 1958. À noter que sa création s'est accompagnée de la cession du territoire de 5,4 ha à l'Allemagne. Toutefois, la création officielle du cimetière date de 1963. Le 28 juillet 2013, une cérémonie du cinquantenaire est organisée au cimetière,,.
Une première phase a vu le transfert par les autorités françaises, des corps de 1 486 soldats allemands tués au combat ou en captivité, depuis les cimetières civils de Lyon, Aix-les-Bains, Thonon-les-Bains, Bourg-en-Bresse et Béligneux vers le cimetière militaire allemand de Dagneux puis plus tard, et jusqu'à l'été 1961, des corps exhumés dans les départements de l'Ain, de l'Allier, des Alpes-Maritimes, de l'Ardèche, de l'Ariège, de l'Aude, de l'Aveyron, des Alpes-de-Haute-Provence, des Bouches-du-Rhône,  du Cher, de la Drôme, du Gard, des Hautes-Alpes, de Haute-Garonne, de Haute-Loire, de Haute-Savoie, de l'Hérault, de l'Isère, de la Loire, de la Lozère, du Puy-de-Dôme, des Pyrénées-Orientales, du Rhône, de la Savoie, du Tarn, du Var et du Vaucluse.

## Retraite allemande de 1944
L'essentiel des soldats allemands de la Seconde Guerre mondiale, inhumés dans le cimetière, ont combattu dans le sud de la France, à la suite du débarquement de Provence (nom de code : Anvil Dragoon). Certaines victimes inhumées à Dagneux ont trouvé la mort au cours de la très proche bataille de Meximieux. La retraite allemande repoussait les Allemands d'une part vers les Alpes et d'autre part vers l'Alsace via Dijon.

## Présentation

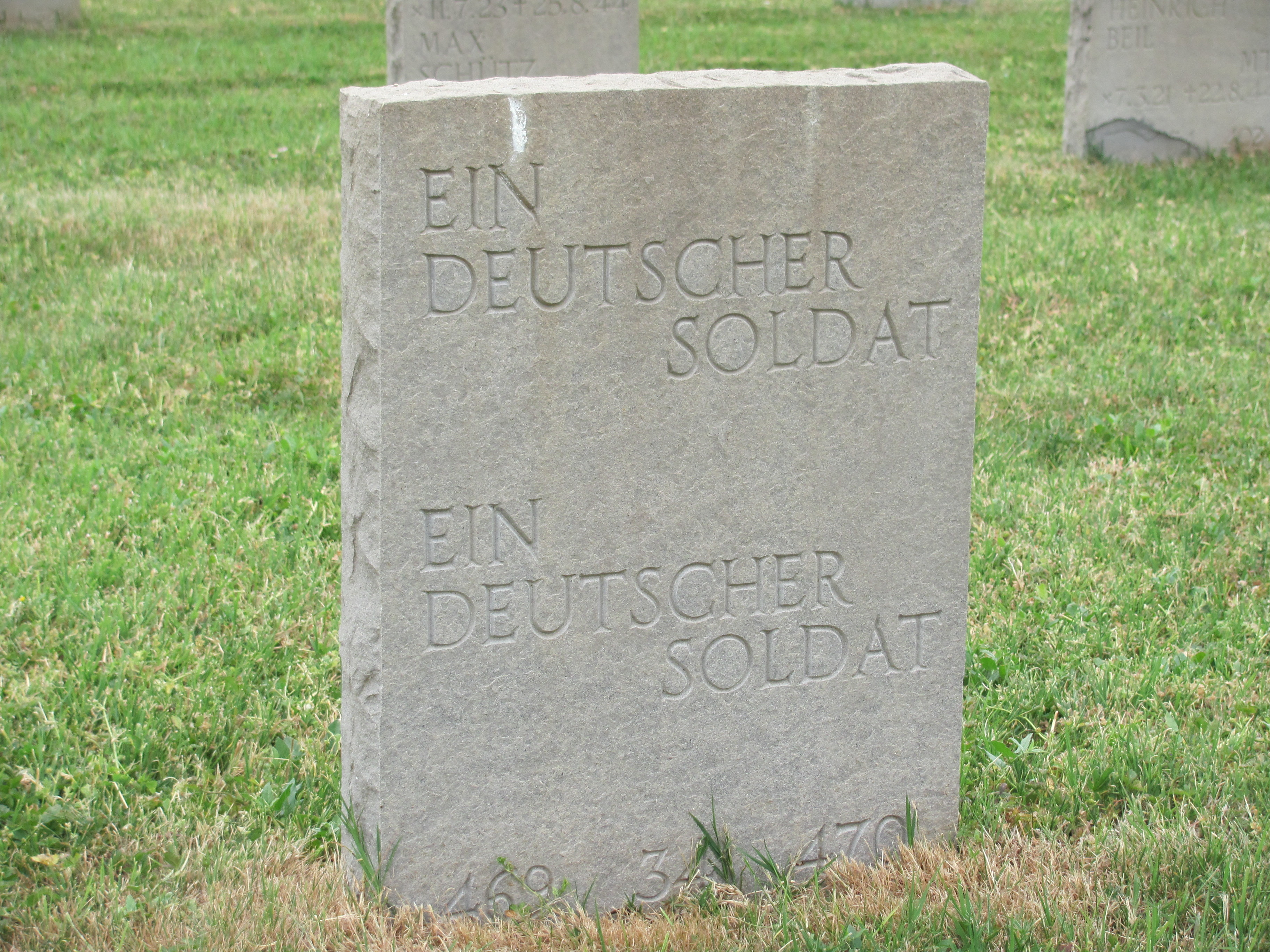
Tombe d'un soldat inconnu, au cimetière de Dagneux.

Le cimetière rassemble exactement 19 912 ou 19 913 soldats allemands, dont 816 dans l'ossuaire (en allemand : ehrenmal). Parmi ces 816 soldats, 335 soldats sont inconnus. Les noms connus des 481 autres soldats allemands inhumés dans l'ossuaire, sont gravés sur le sol de l'édifice. Également dans l'ossuaire, se trouve une imposante sculpture en bronze réalisée par Nikolaus Röslmeir : Trauernde (deuil).
Le transfert puis l'inhumation des corps des soldats allemands se sont achevés en 1961 et l'inauguration officielle du lieu s'est déroulée le 26 octobre 1963.

## Cérémonies associées
Deux cérémonies importantes ponctuent l'année :
- en juillet, le service pour l’entretien des sépultures militaires allemandes[7] (en allemand : Volksbund Deutsche Kriegsgräberfürsorge) organise une session de travail[1] ;
- en novembre, se déroule la journée du deuil allemand[1].

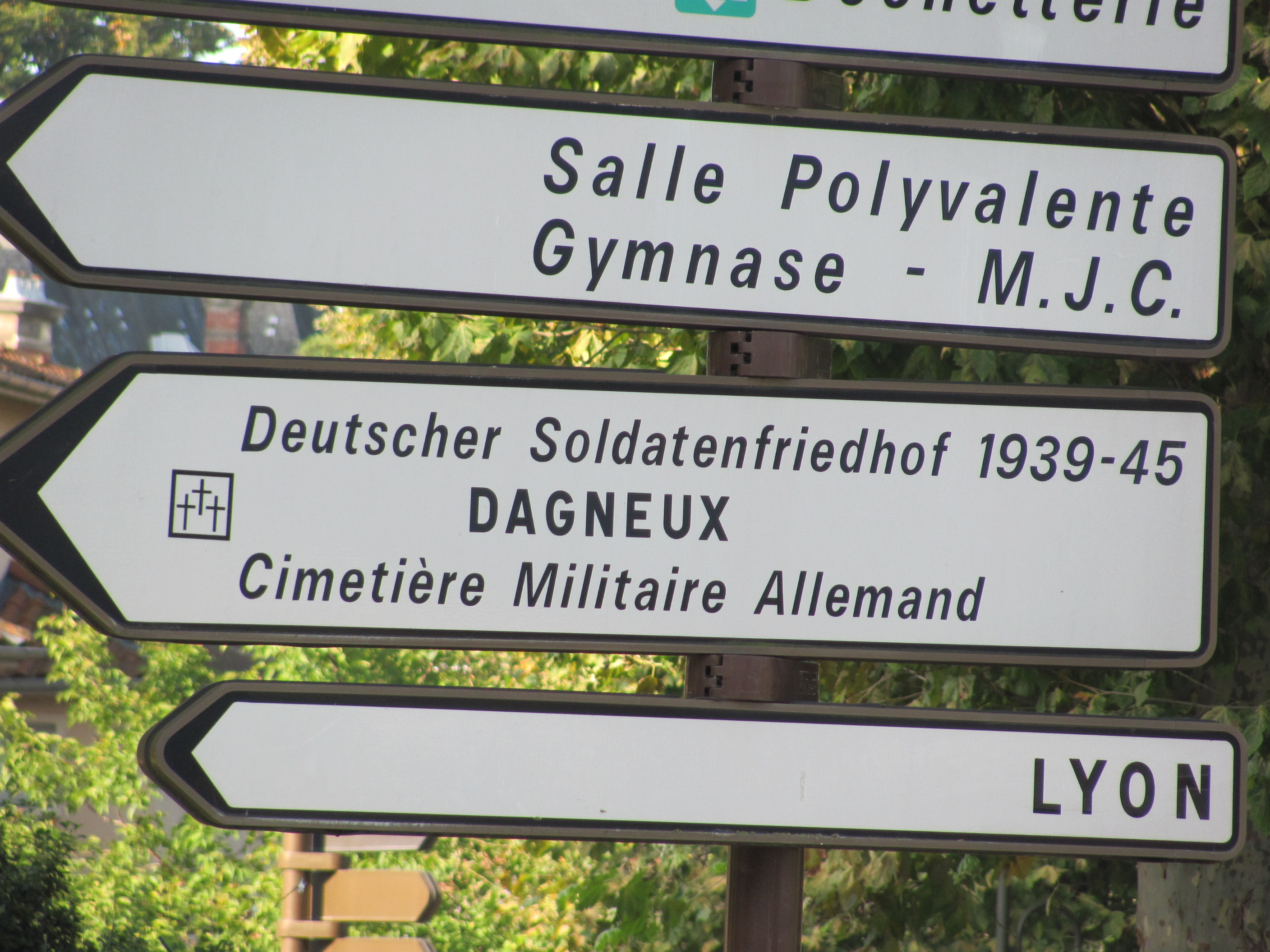
Panneau à Montluel indiquant le chemin vers le cimetière.